# قبه (استان الجزایر)
قبه (به عربی: القبة) یک شهرداری در الجزایر است که در استان الجزیره واقع شده‌است.